# Unzué
Unzué (spanska) eller Untzue (baskiska), officiellt Unzué/Untzue, är en kommun i Spanien.   Den ligger i provinsen och regionen Navarra, i den nordöstra delen av landet, 300 km nordost om huvudstaden Madrid. Antalet invånare är 142.